# Musée Artizon
Le musée d'art Bridgestone (ブリヂストン美術館, Burijisuton Bijitsukan) se trouve à Tokyo au Japon. Il a été fermé en mai 2015 pour reconstruction de l'immeuble, Son nom a été changé en Musée Artizon (アーティゾンミュージアム).  « Artizon » est un mot inventé combinant «art » et « horizon », avec pour objectif de faire ressentir aux gens l’horizon de l’art traversant les époques. Le musée a rouvert le 23 juin 2020. 
Le Musée Artizon bénéficie d'importantes modifications, notamment en ce qui concerne les expositions et l'éducation, outre la rénovation du bâtiment et des installations. La collection de 3 200 œuvres s’étend de l'impressionnisme à la peinture abstraite, à la peinture japonaise de style occidental et aux antiquités japonaises.
Le musée d’art Artizon est situé dans la partie inférieure de la « Museum Tower Kyobashi », bâtiment de 23 étages. La salle d’exposition est située sur trois étages, du 4e au 6e étages, pour une superficie environ deux fois supérieure à celle de l’ancien musée, avec un éclairage et une climatisation modernes.
Le musée a été fondé en 1952 par le fondateur de la Bridgestone Tire Co., Shōjirō Ishibashi (1889-1976) (Son nom de famille signifie « pont de pierre »)qui avait ouvert un musée au 2e étage du bâtiment Bridgestone, construit en 1952 à Kyobashi, Tokyo, et y avait exposé sa collection. En 1956, la fondation Ishibashi a été créée pour développer le musée en tant qu’entreprise permanente. 

## Sélection d'artistes représentés
- Shigeru Aoki
- Yoshio Aoyama
- Eugène Boudin
- Gustave Caillebotte
- Paul Cézanne :
  - Autoportrait au chapeau
- Asai Chū
- Jean-Baptiste Camille Corot
- Gustave Courbet :
  - Cerf courant dans la neige
- Edgar Degas
- Eugène Delacroix
- Maurice Denis
- Tsugouharu Foujita
- Paul Gauguin
- Paul Klee
- Narashige Koide
- Marie Laurencin :
  - Deux Jeunes Filles
- Édouard Manet
- Henri Matisse :
  - Collioure
  - Marguerite à la veste rayée
  - Odalisque aux bras levés
  - Odalisque
  - Figure au corselet bleu
  - Danseuse, fond noir, fauteuil rocaille
- Amedeo Modigliani
- Claude Monet
- Roger Montané
- Gustave Moreau
- Pablo Picasso
- Camille Pissarro
- Auguste Renoir :
  - Mademoiselle Georgette Charpentier assise
- Georges Rouault
- Henri Rousseau :
  - Quai d'Ivry
  - L'Herbage
- Alfred Sisley :
  - Femmes allant au bois, paysage
- Pierre Soulages
- Yasse Tabuchi
- Fujishima Takeji[3].
- Vincent van Gogh

## Sélection d’œuvres exposées

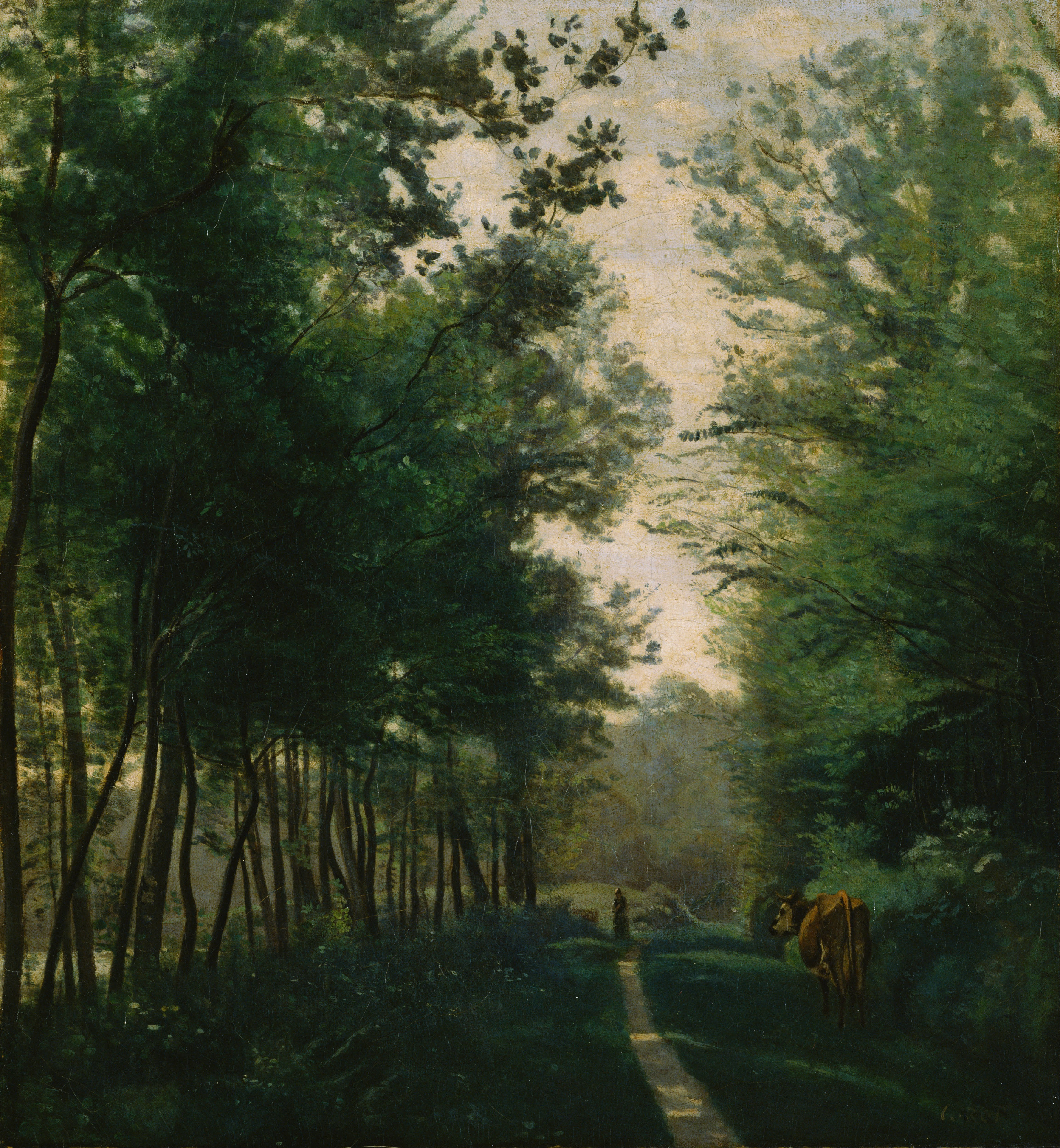
Jean-Baptiste Camille Corot, Ville d'Avray (1835-1840)
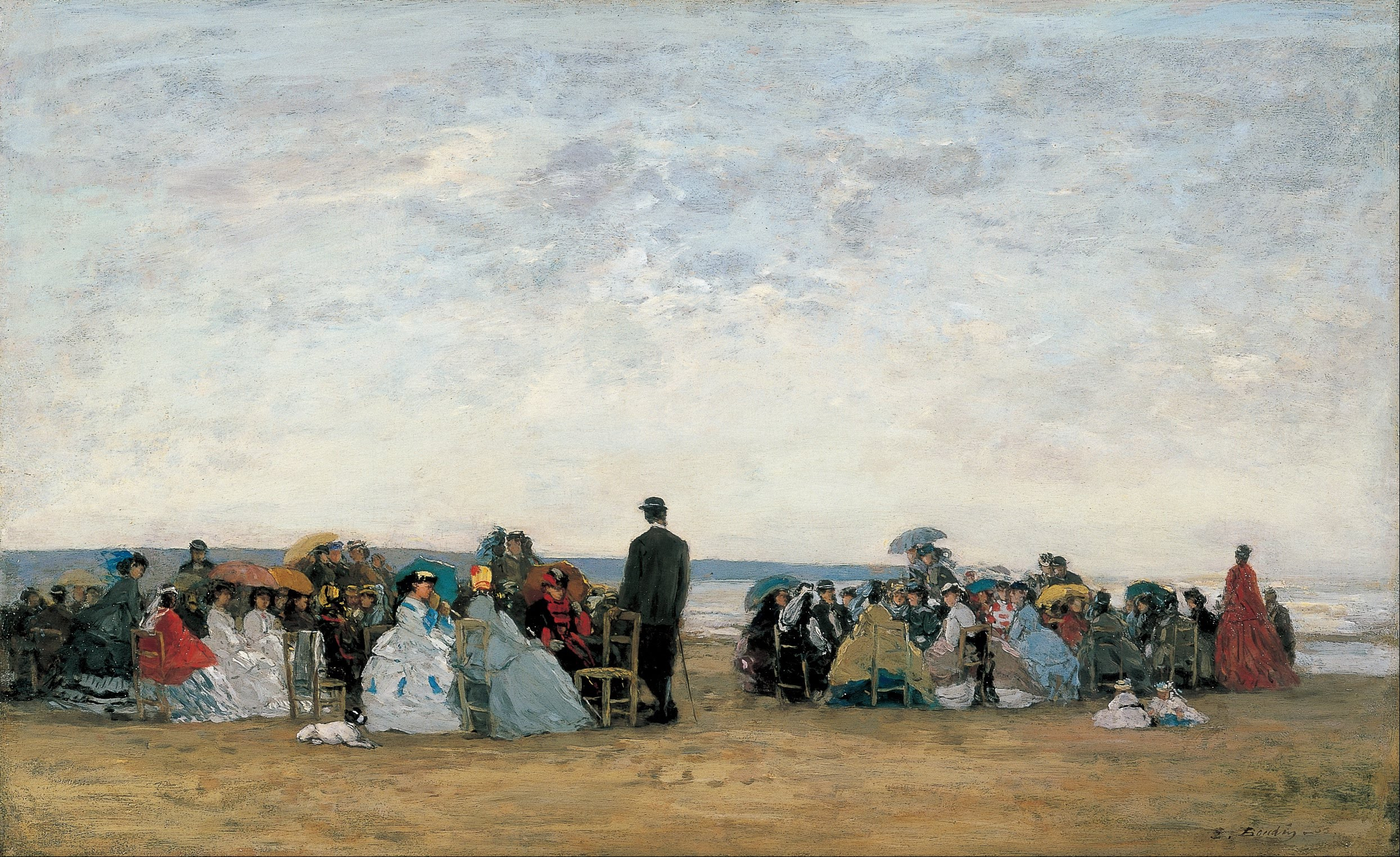
Eugène Boudin, La Plage près de Trouville (vers 1865)
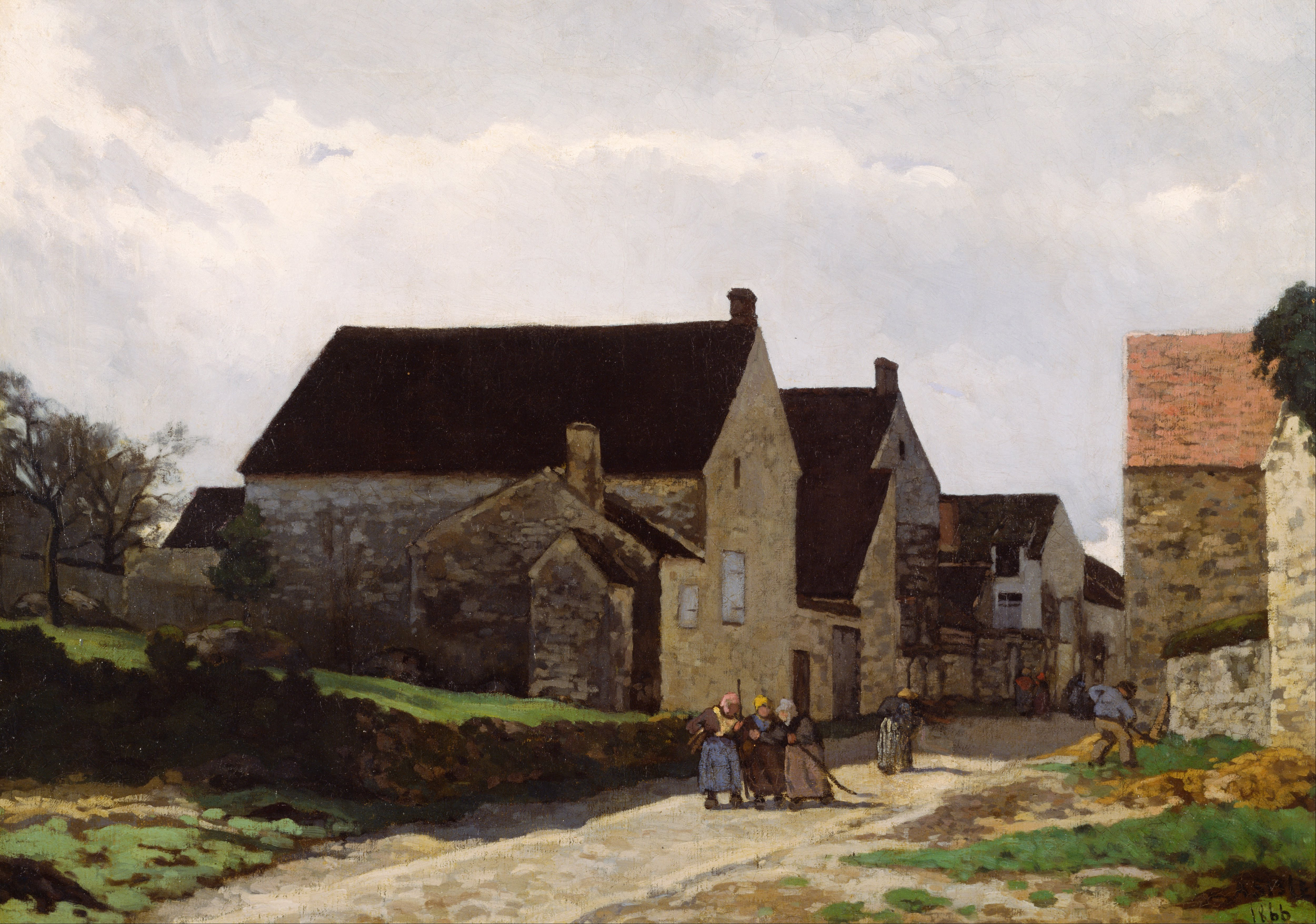
Alfred Sisley, Femmes allant au bois, paysage (1866)
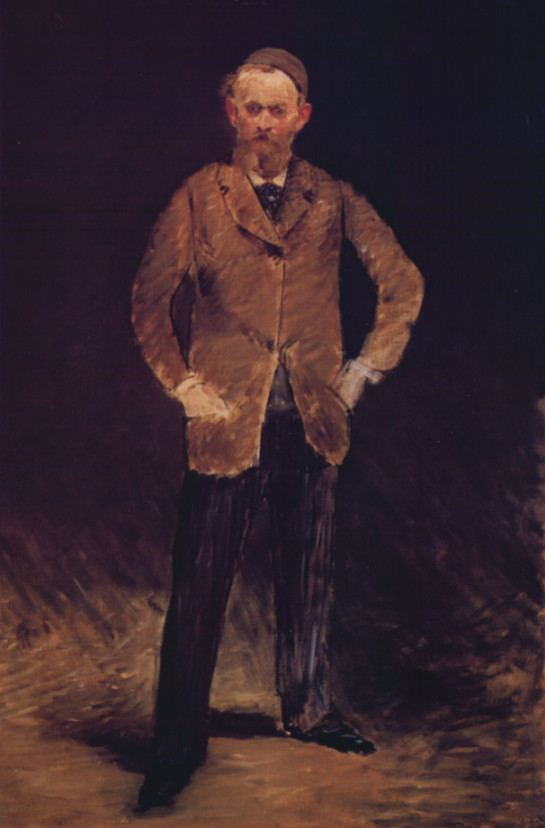
Édouard Manet, Autoportrait avec le chapeau (1878-1879)
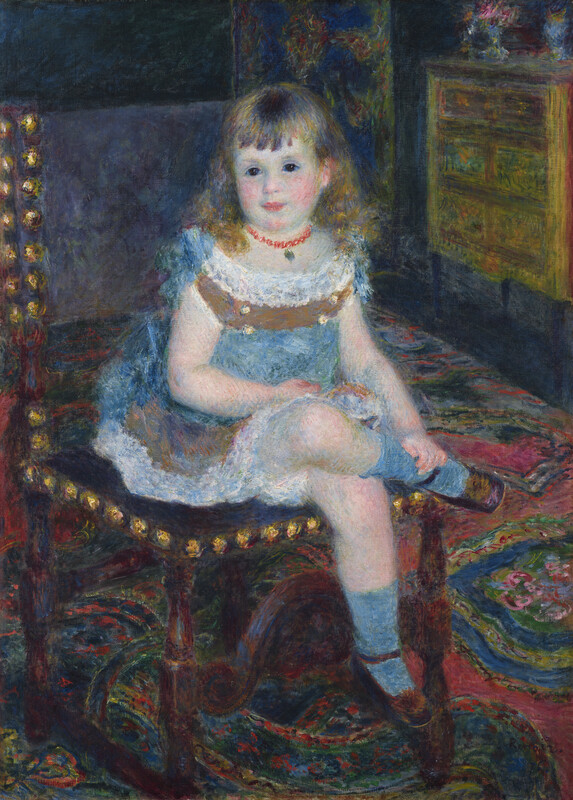
Auguste Renoir, Mademoiselle Georgette Charpentier assise (1878)
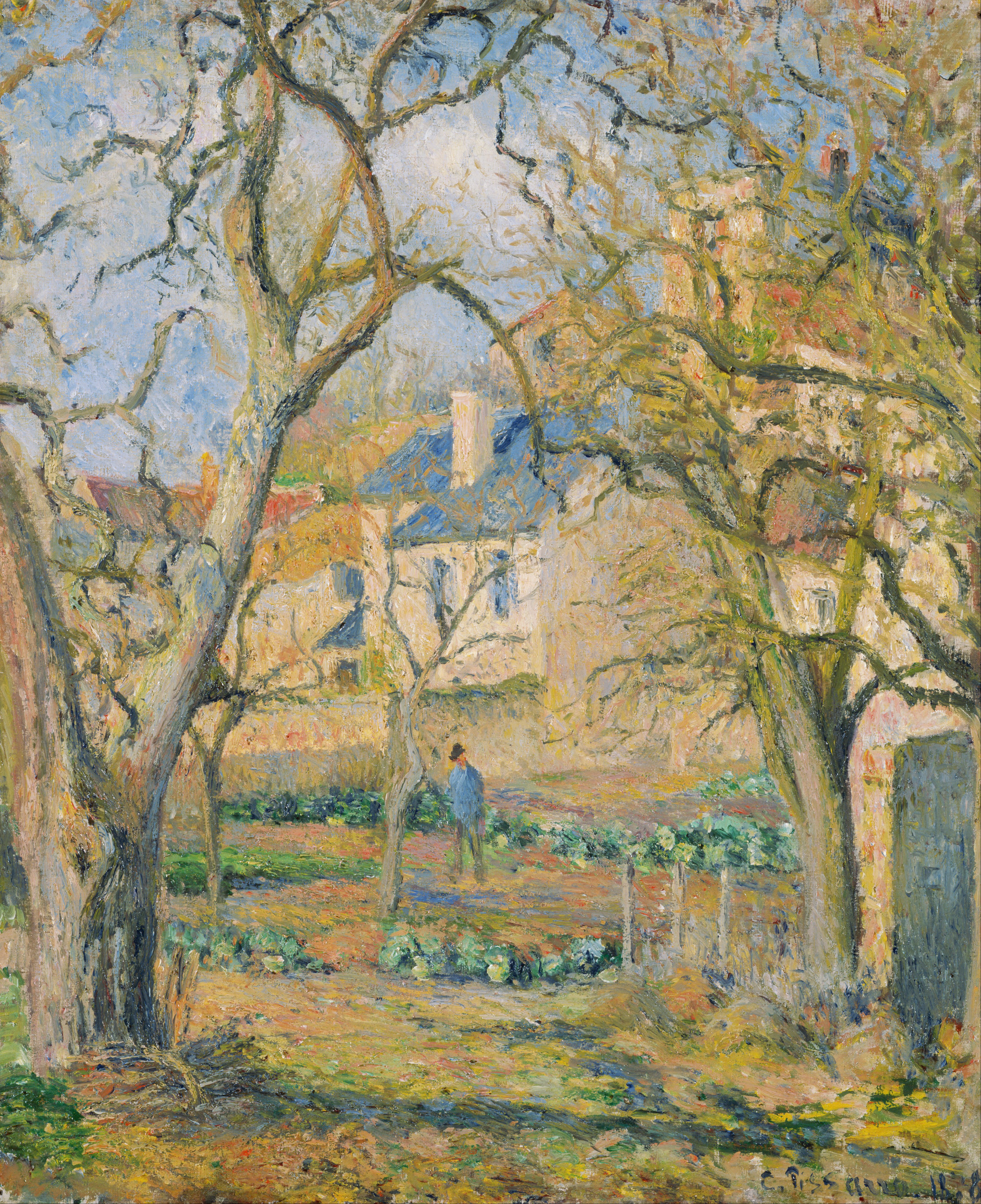
Camille Pissarro, Le Potager (1878)
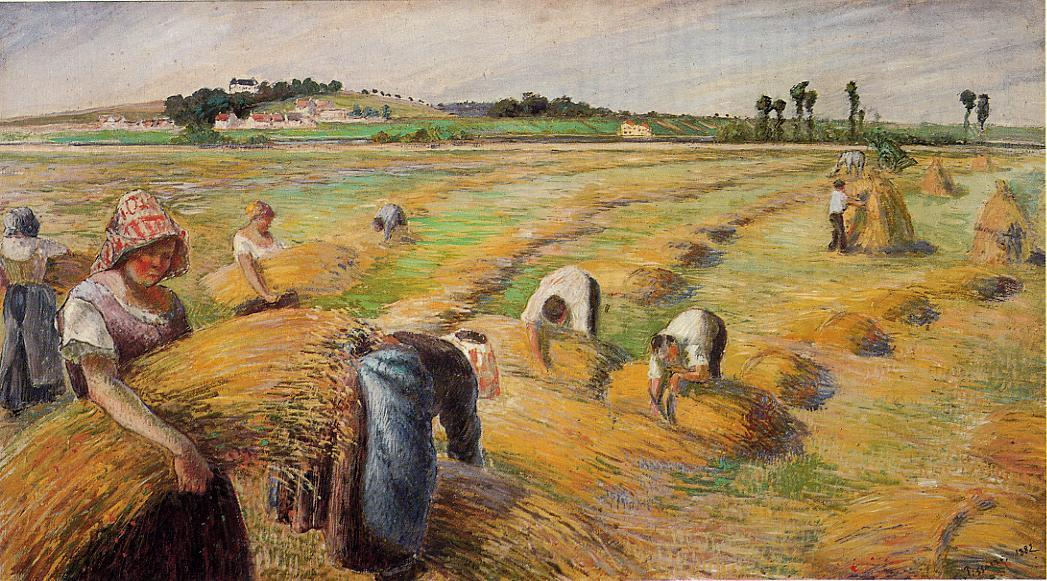
Camille Pissarro, La Moisson (1882)
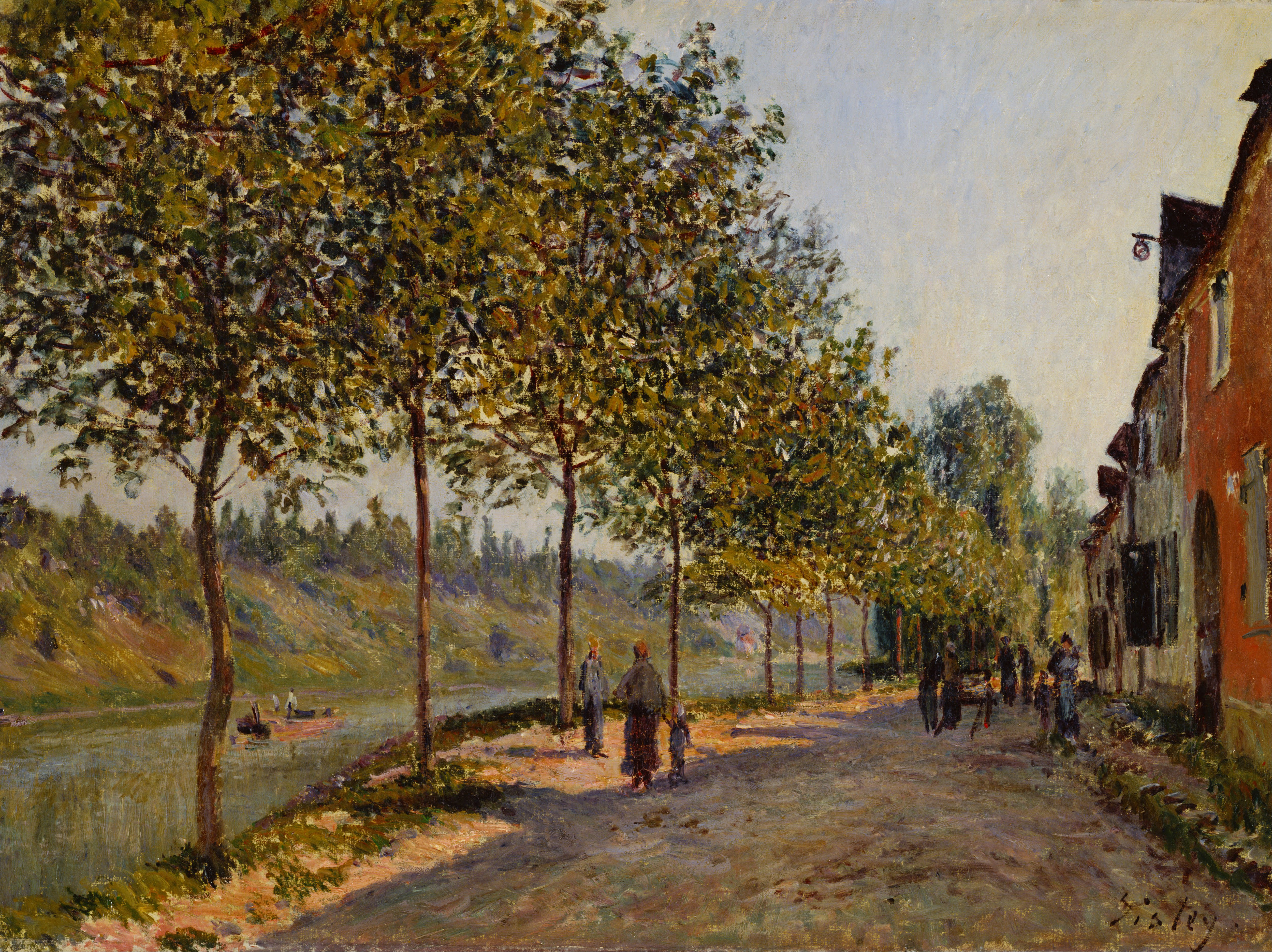
Alfred Sisley, Matin de juin à Saint-Mammès (1884)
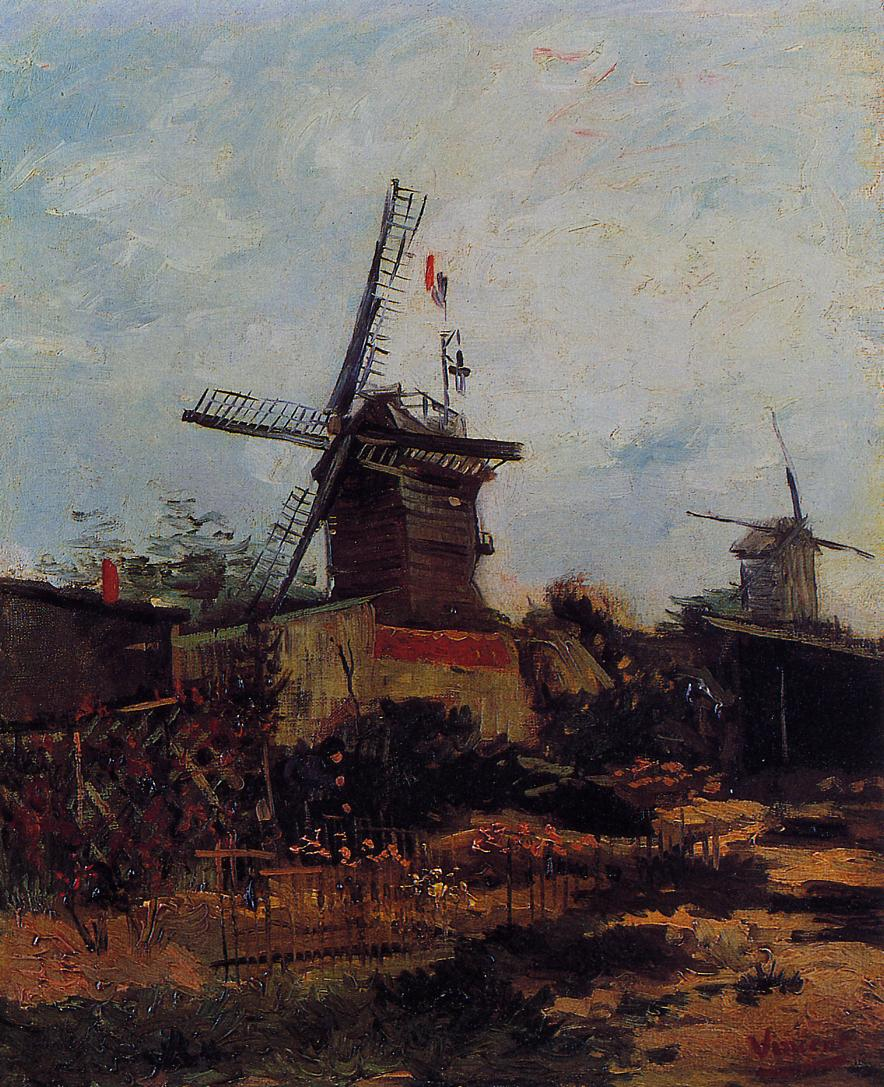
Vincent van Gogh, Le Moulin de Blute-Fin (1886)
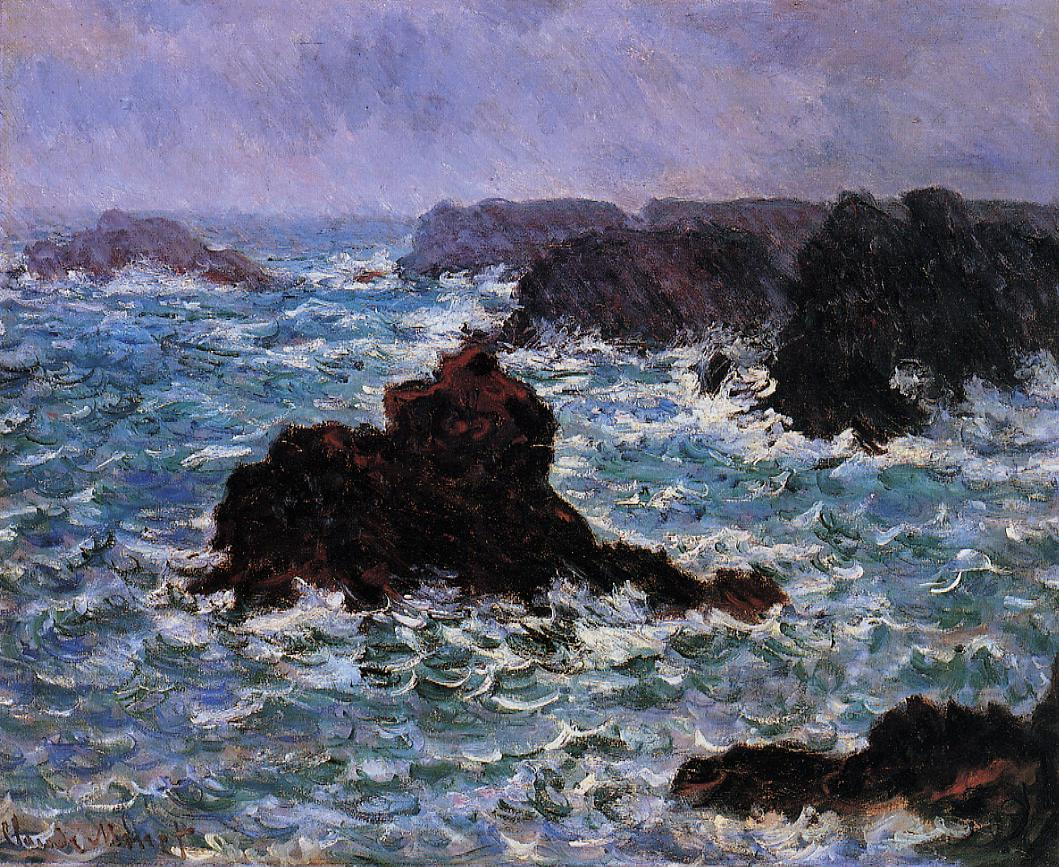
Claude Monet, Belle-Île (1886)
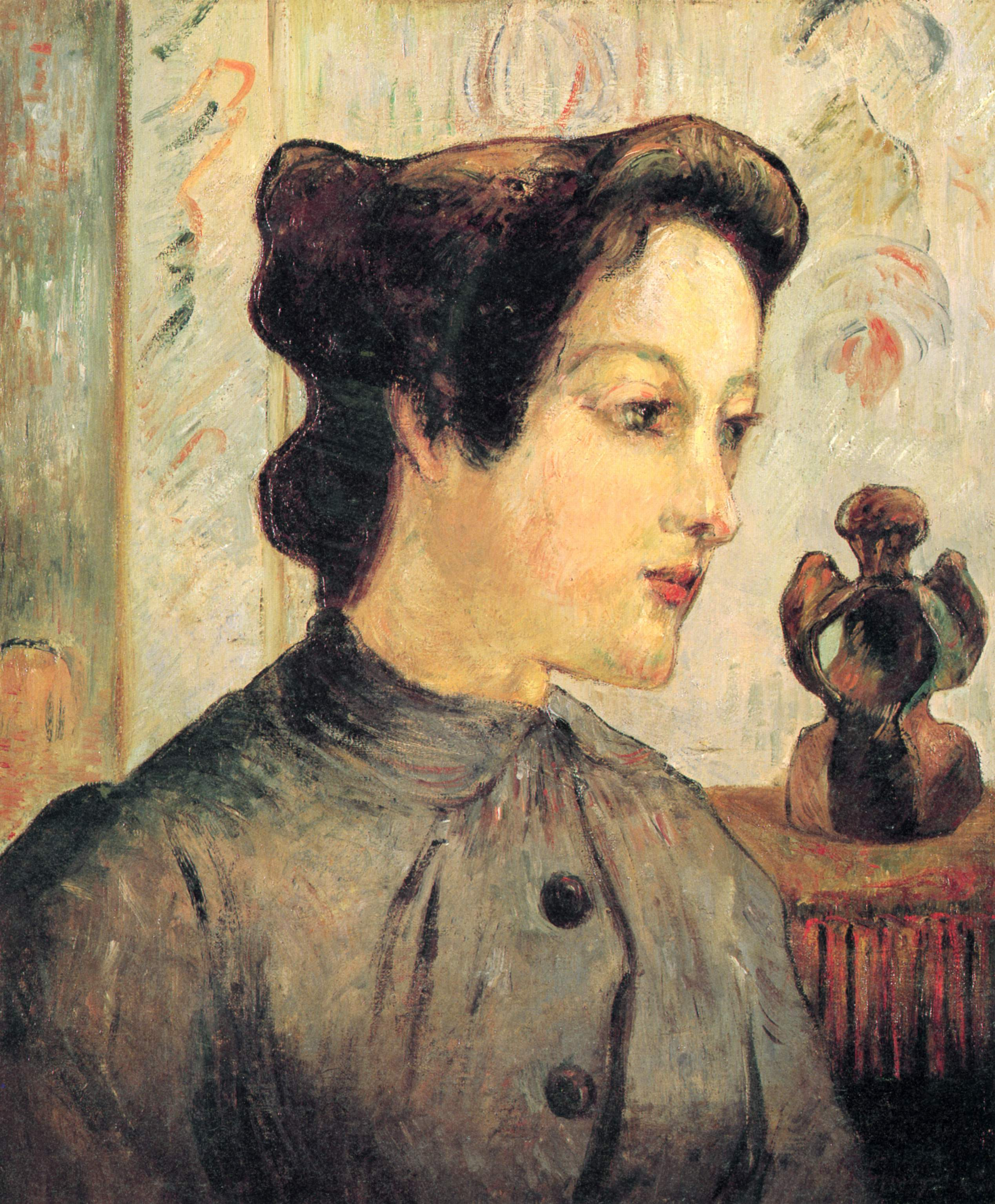
Paul Gauguin, Femme aux cheveux noués (1886)
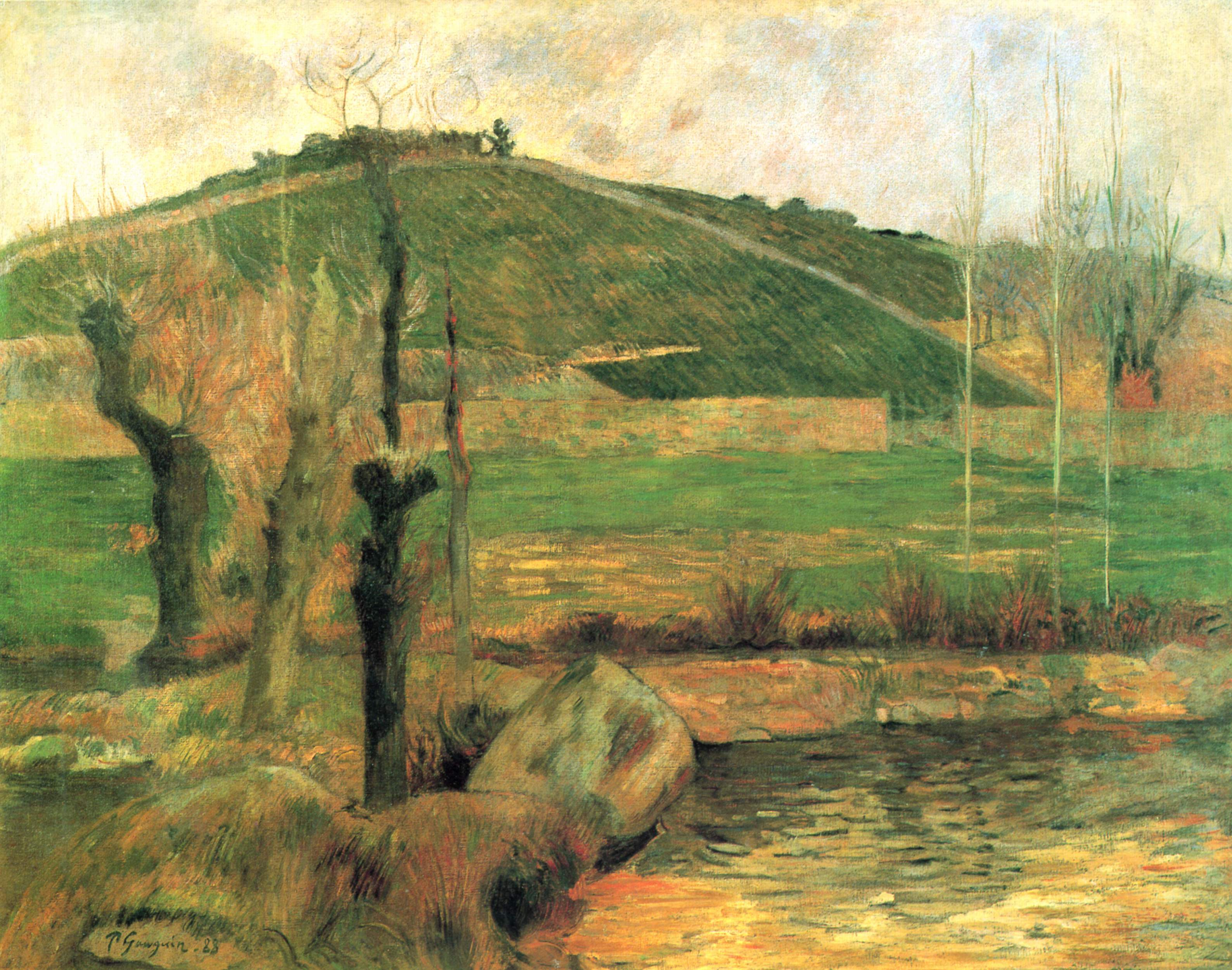
Paul Gauguin, Vue de la Montagne Sainte-Marguerite depuis Pont-Aven en contrebas (1888)
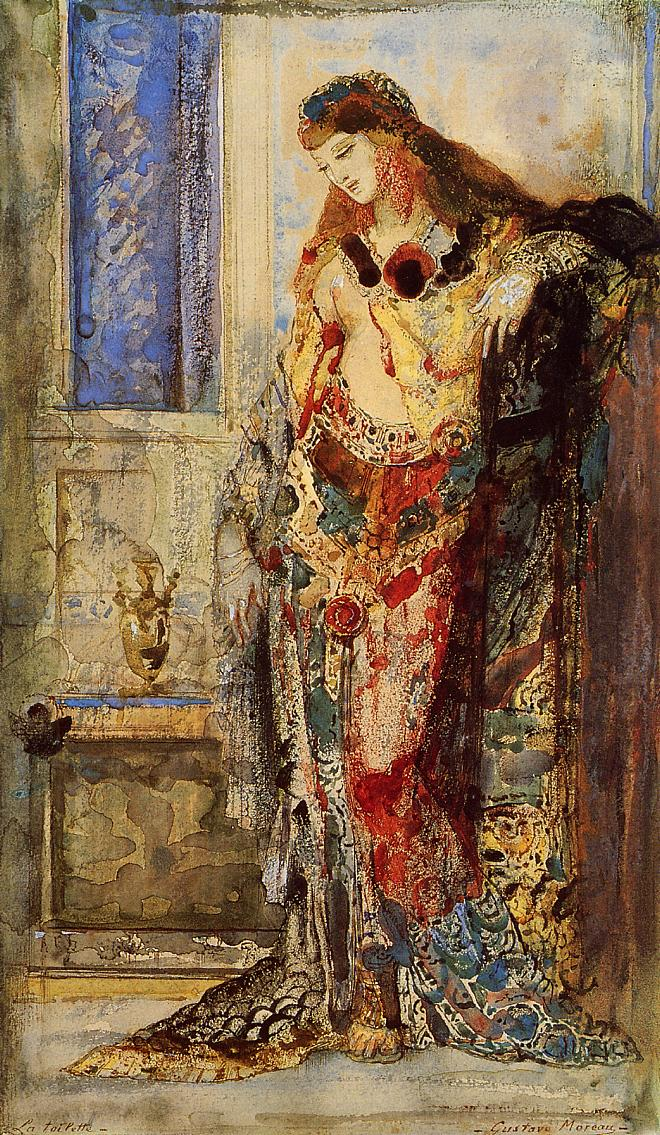
Gustave Moreau, La Toilette (1885-1890)
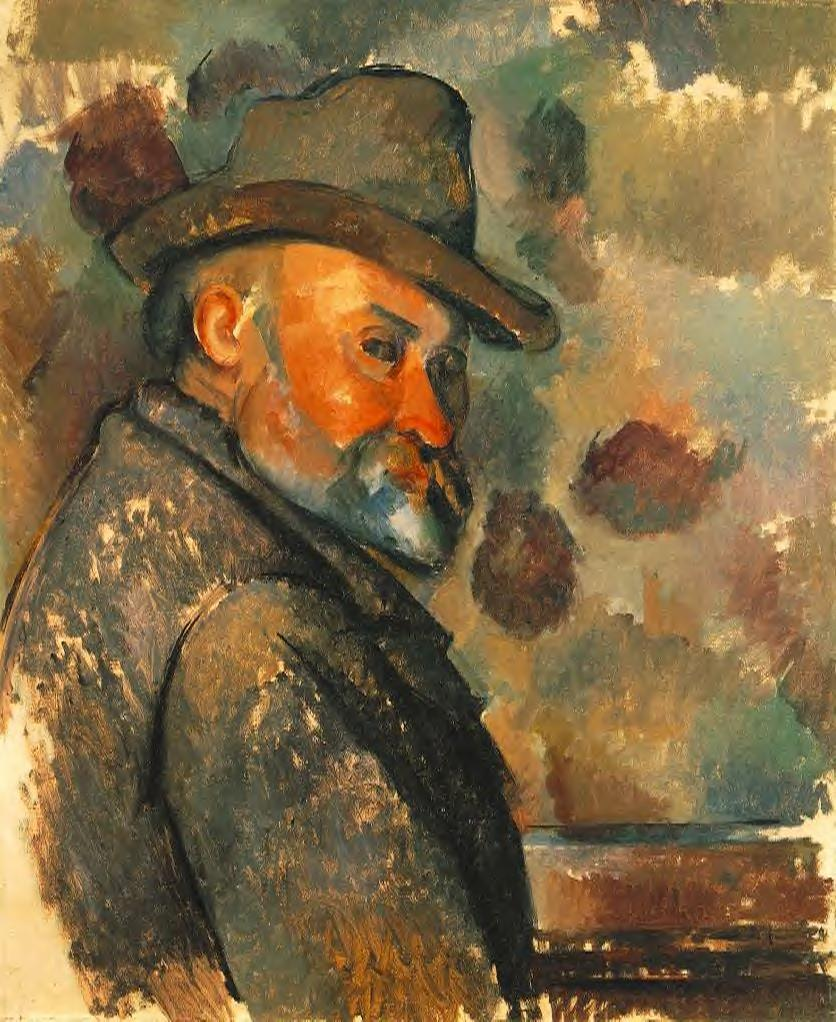
Paul Cézanne, Autoportrait au chapeau (1890-1894)
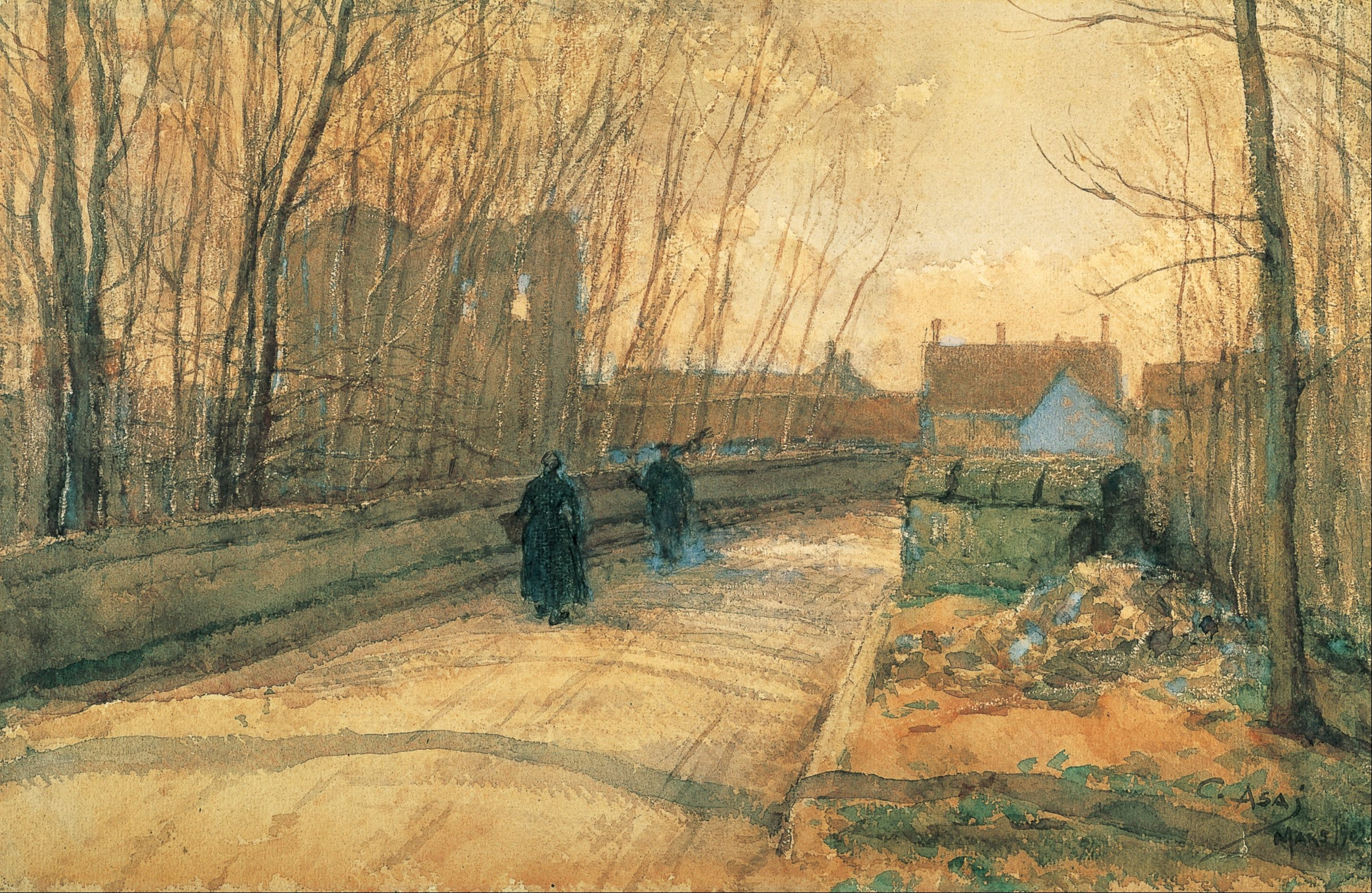
Asai Chū, Le Pont à Grez-sur-Loing (1902)
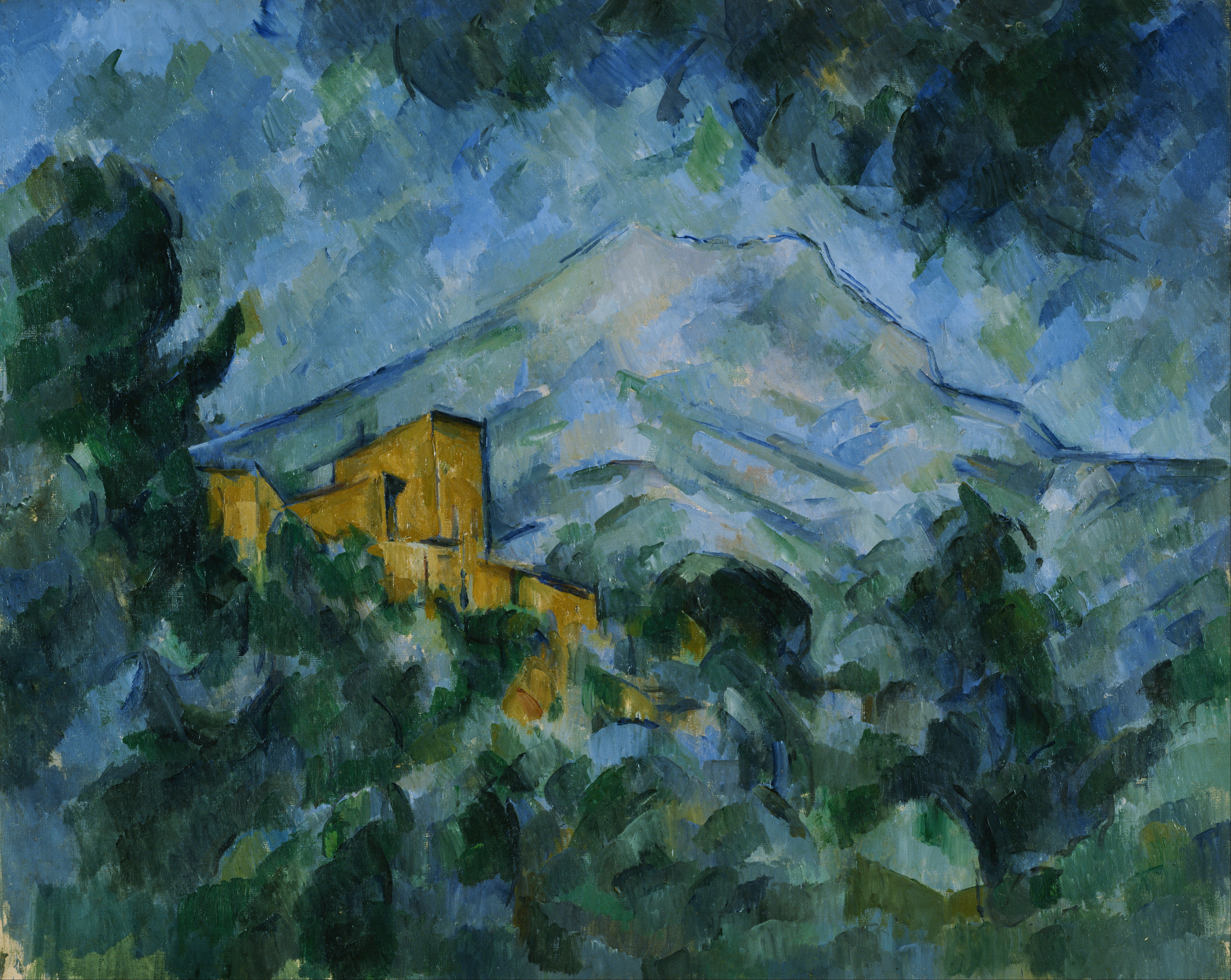
Paul Cézanne, La Montagne Sainte-Victoire et le Château noir (1904-1906)
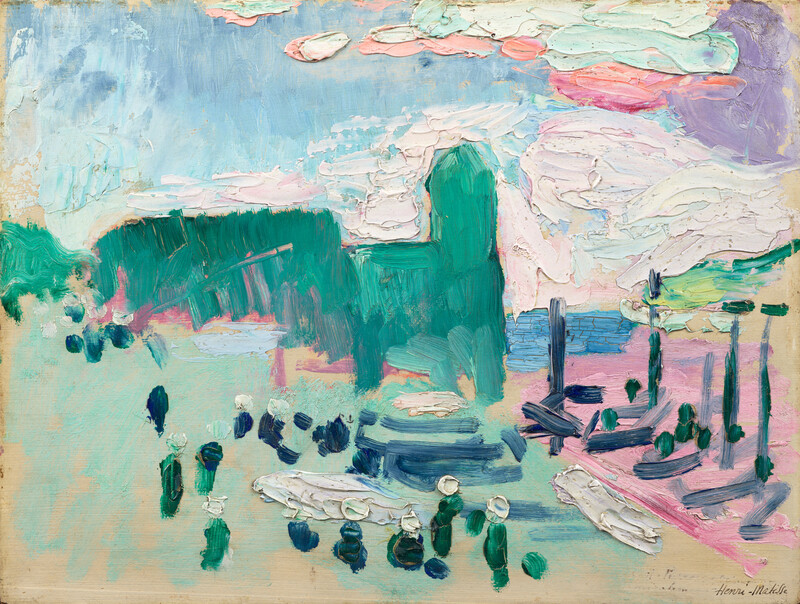
Henri Matisse, Collioure (1905)
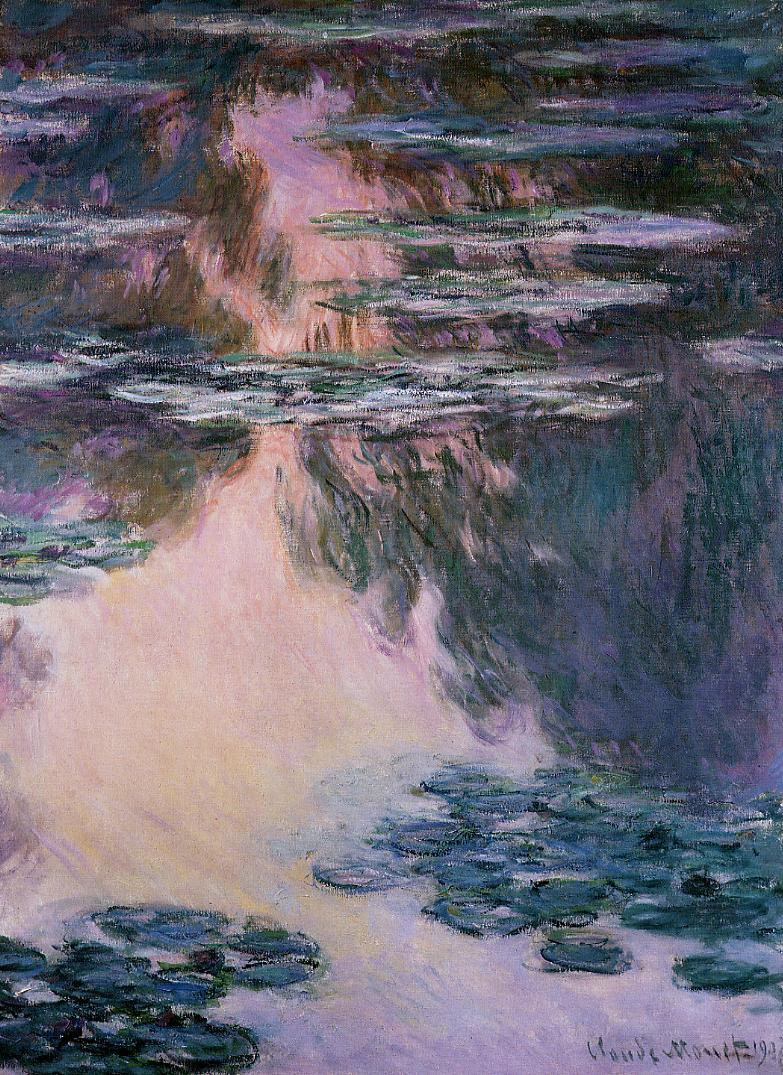
Claude Monet, Nénuphars (1907)
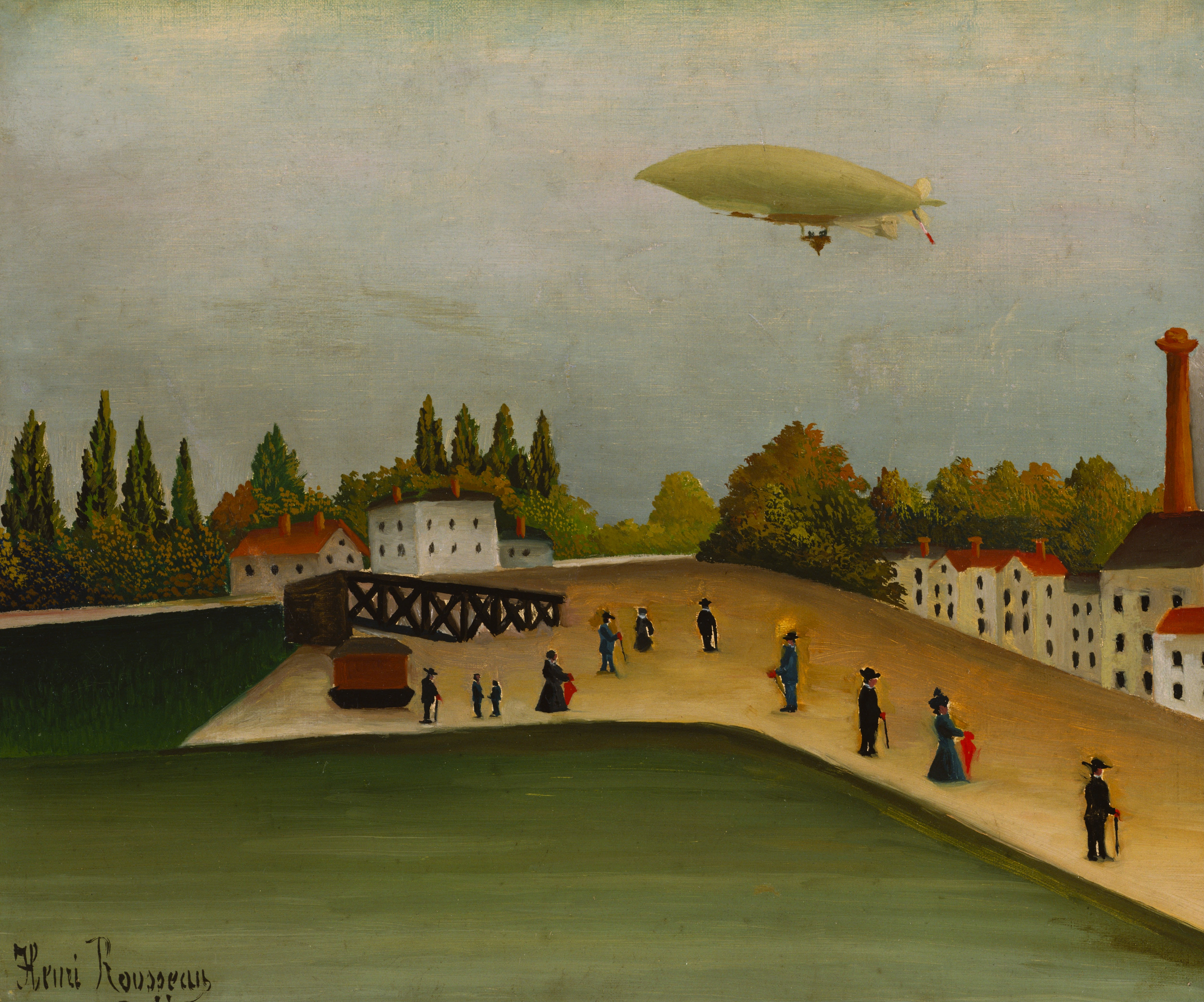
Henri Rousseau, Quai d'Ivry (vers 1907)
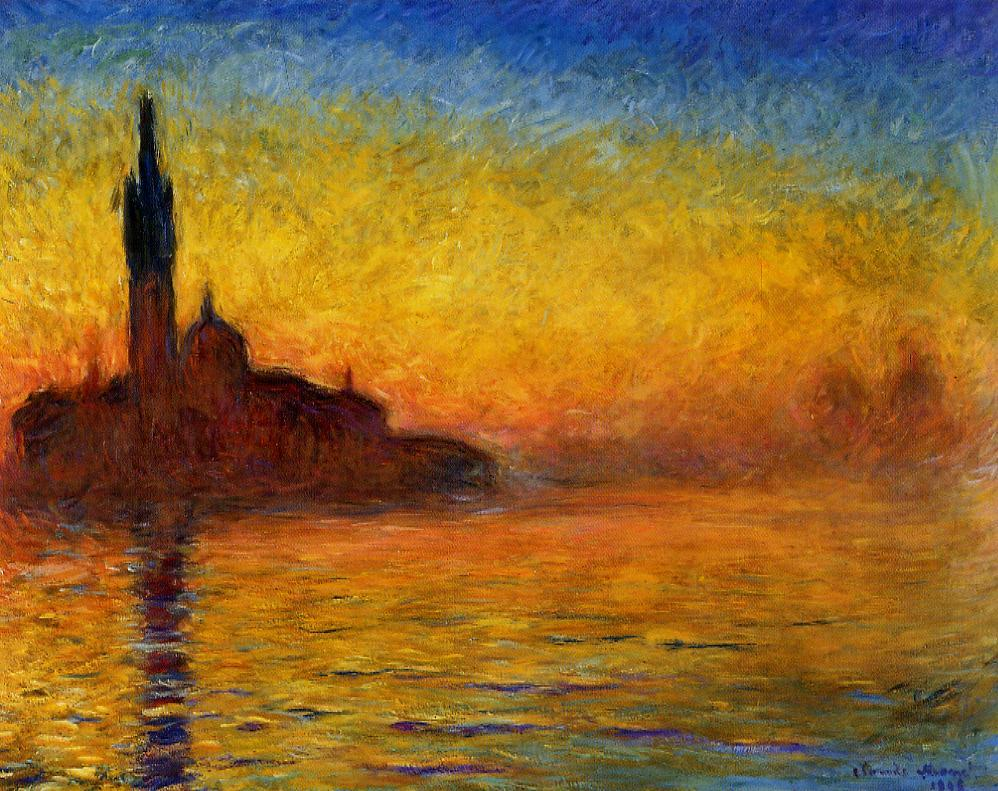
Claude Monet, Crépuscule, Venise (1908)
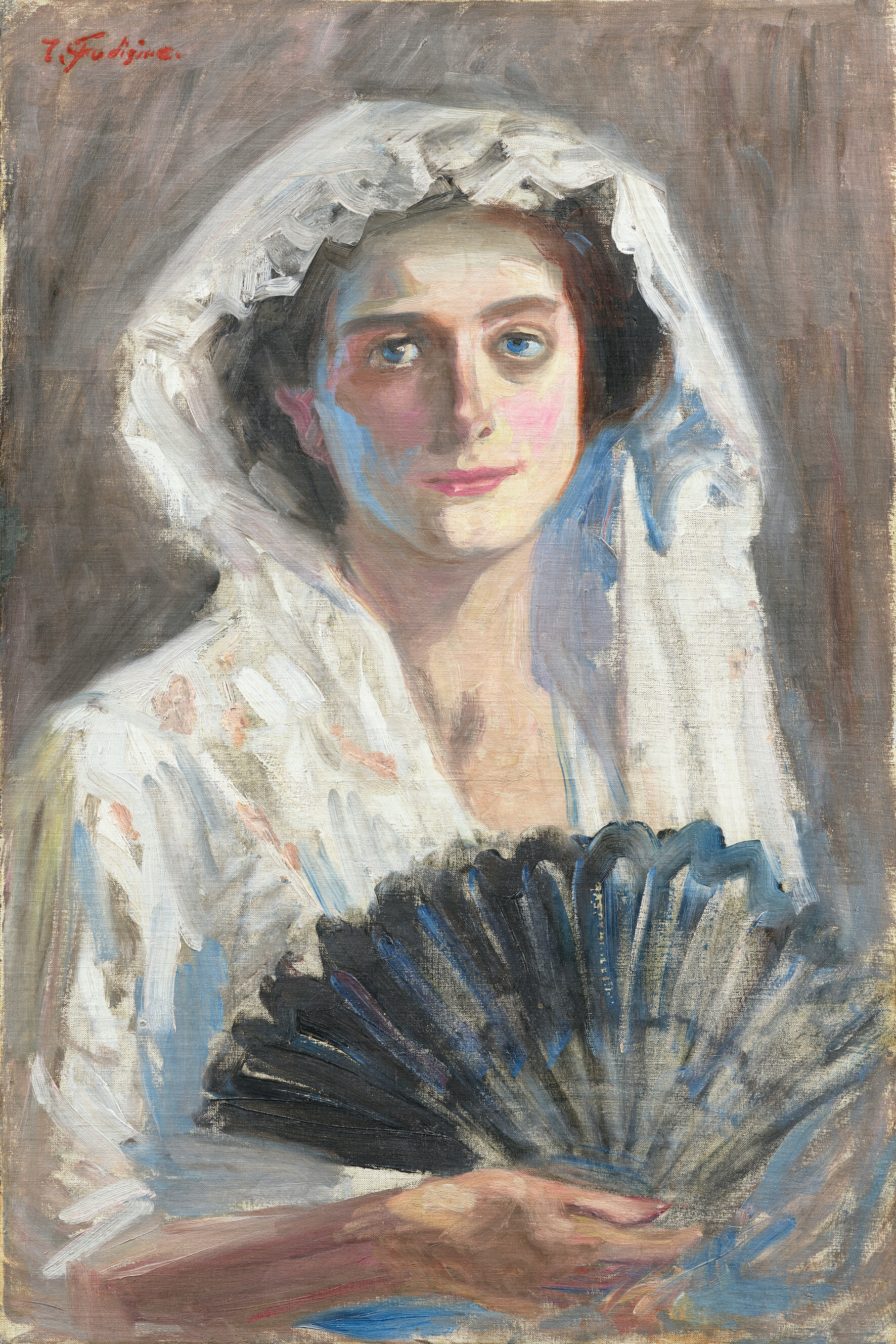
Fujishima Takeji (藤島 武) : L'Éventail noir (1908)
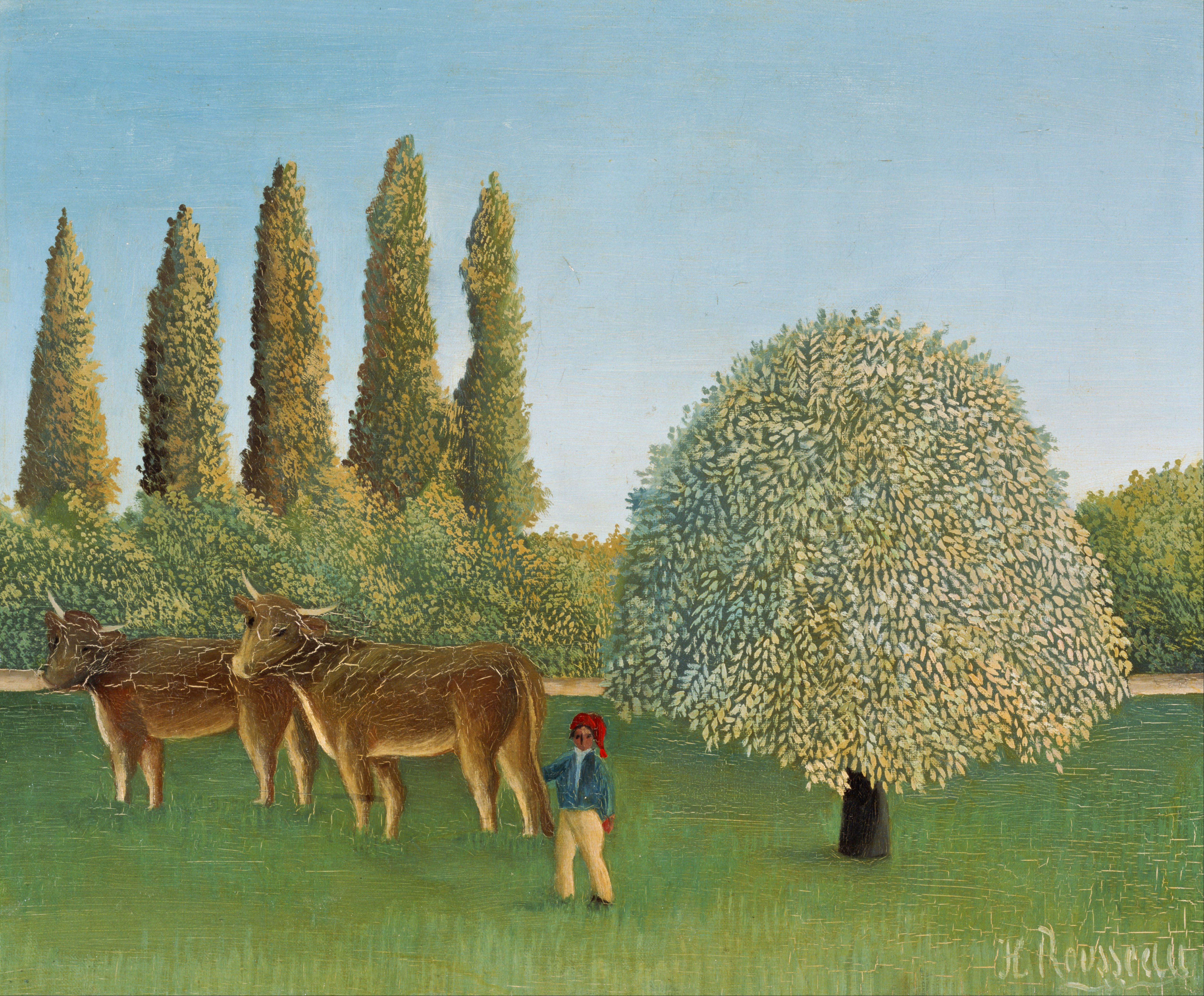
Henri Rousseau, L'Herbage (1910)
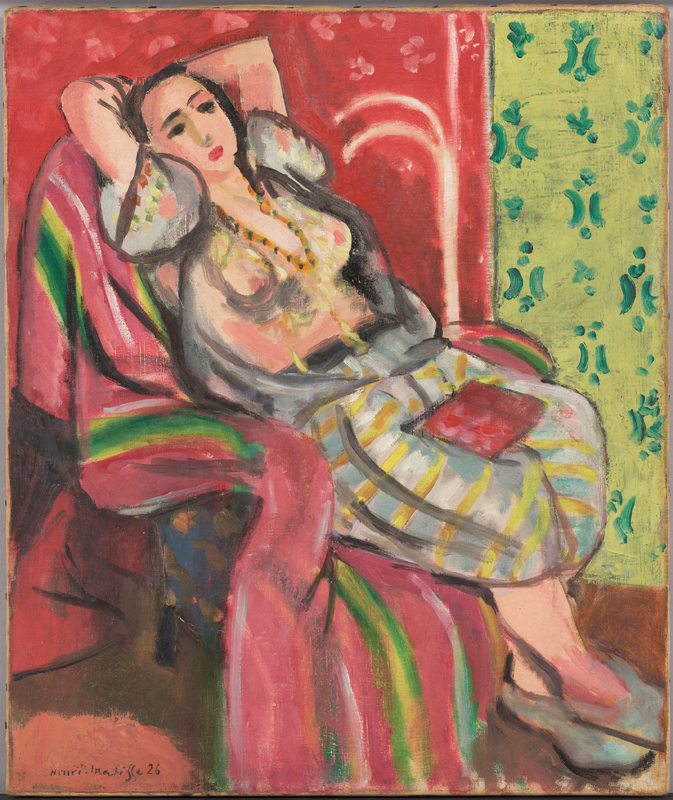
Henri Matisse, Odalisque (1926)